# Bnin (Kórnik)
Bnin – południowa część miasta Kórnik, nad Jeziorem Bnińskim i Jeziorem Kórnickim. 
Prywatne miasto szlacheckie lokowane w 1395 roku położone było w XVI wieku w województwie kaliskim. Bnin był do 1934 roku osobnym miastem, a w latach 1934-1960 wsią, poza krótkim okresem podczas II wojny światowej (1942–1944), kiedy znajdował się w granicach Kórnika. 31 grudnia 1960 został po raz drugi, permanentnie, włączony w granice Kórnika. Mieszkańcy Bnina czterokrotnie ubiegali się – każdorazowo nieskutecznie – o odzyskanie samodzielności administracyjnej i statusu miasta w latach 2004, 2006, 2010 i 2012.
Historyczny herb Bnina widnieje nadal w oficjalnym herbie Kórnika, jednym z niewielu herbów złożonych z dwóch tarcz.

## Historia
W latach 1395–1934 Bnin był miastem. W latach 1314–1793 (do II rozbioru Polski) Bnin leżał w województwie kaliskim.
W czasie wojny trzynastoletniej Bnin wystawił w 1458 roku 3 pieszych na odsiecz oblężonej polskiej załogi Zamku w Malborku. Właścicielem miasta był Andrzej Górka (zm. 1551). Przed 1566 rokiem istniał tu zbór luterański, który upadł w 1592 roku.
Do II rozbioru Polski (1793) miasta Bnin i Kórnik leżały w województwie kaliskim; w wyniku rozbioru województwo kaliskie zostało włączone do Królestwa Prus, do prowincji Prusy Południowe.
W latach 1919–1939 w województwie poznańskim w powiecie śremskim. Do 13 czerwca 1934 miasto, kiedy to jako gmina jednostkowa został włączony do nowo utworzonej zbiorowej gminy Bnin, dla której Bnin (już jako wieś) został siedzibą. 27 września 1934 gminę Bnin podzielono na 10 gromad (sołectw), w tym gromada Bnin. Gmina Bnin pod administracją polską funkcjonowała do września 1939 roku. 26 października 1939, pod okupacją niemiecką, przemianowano ją na Landgemeinde Seebrück. 1 kwietnia 1940 gminę Seebrück zniesiono, włączając jej obszar do gminy Kórnik (Burgstadt, od 18 maja 1943 Burgstadt (Wartheland)-Land). 1 kwietnia 1942 Bnin (Seebrück) i Prowent (Froschweiler) włączono do miasta Kórnika (Burgstadt).
Po wojnie władze polskie gminy Bnin nie reaktywowały, mimo że podziały administracyjne wprowadzone przez okupantów wojennych winny zostać uchylone na mocy dekretu Polskiego Komitetu Wyzwolenia Narodowego z sierpnia 1944. Wyłączono jednak z Kórnika wsie Bnin i Prowent, które odtąd funkcjonowały jako jedna gromada   w gminie Kórnik, aż do jej zniesienia jesienią 1954. 
W związku z kolejną reformą administracyjną Polski, utworzono 5 października 1954 gromadę Bnin z siedzibą w Bninie. Gromada Bnin utrzymała się tylko do końca 1959 roku; po jej zniesieniu 1 stycznia 1960 Bnin (z Prowentem) wszedł w skład nowo utworzonej gromady Kórnik-Południe.
31 grudnia 1960 roku z gromady Kórnik-Południe wyłączono miejscowości Bnin i Prowent, włączając je do miasta Kórnika. Data ta stanowi utratę samodzielności administracyjnej Bnina i ustanowienia dla niego wspólnej administracji z Kórnikiem.
Przestrzennie Bnin nadal pozostaje odrębną jednostką o charakterze miejskim, odległym od Kórnika o 1 km (przy wjazdach do Bnina od strony Kórnika i Czmonia umieszczono znak E-17a z nazwą Bnina, mimo to, że nie stanowi odrębnej miejscowości), a specyfika odrębności Bnina względem Kórnika widoczna jest choćby w oficjalnym herbie miasta Kórnika, który składa się z historycznych herbów Kórnika po prawej i Bnina po lewej (kolejność heraldyczna). Z powodów tych od 2005 roku mieszkańcy Bnina starają się o przywrócenie mu praw miejskich:

Warto tu nadmienić, że dyskurs restytucji w Polsce rzadko polega tylko na „byciu miastem” w jakiejkolwiek formie (a więc nawet jako część innego miasta), lecz jest ściśle połączony z aspektami tożsamościowymi (duma, historia, nazwa, dziedzictwo kulturowe, samodzielność), czyli nie tylko z możliwością identyfikowania się mieszkańców jako mieszczan, lecz jako mieszczan konkretnego miasta. Dobrym tego przykładem jest wcześniej wzmiankowany Bnin (fot. 1A), miasto degradowane w 1934 r. i inkorporowane już jako wieś do sąsiedniego Kórnika w 1961 r. Bninianie nie uznają tego faktu jako aktu restytucji miejskości. Dowodem tego są ciągle wznawiane starania o przywrócenie miasta Bnin, i – co ciekawe – nie chodzi tu już nawet o samodzielność samorządową (według lokalnych petycji bninianie są gotowi zrzec się tego zbytku) lecz o samą restytucję historycznej nazwy Bnin, chociażby w trybie jednostki pomocniczej w gminie Kórnik (s. 22).

Mimo tej aktywności starania bninian nie spotkały się z sukcesem:

Formalne wnioski zostały jednak odrzucone przez MSWiA/MAC w 2005, 2006 i 2012 r., za każdym razem powołując się na pozamerytoryczne ograniczenia formalnoprawno-rozwojowe motywowane twierdzeniem, że dzielenie miast jest „nieracjonalne wobec procesów urbanizacji” (mimo że przyzwolono na to w przypadku 13 innych miast, głównie śląskich w latach 90. XX w.) oraz brakiem prawnej opcji tworzenia dwóch miast w jednej gminie). Tak więc, ironicznie, miastu najbardziej aspirującemu ku restytucji najciężej będzie ją uzyskać (s.90).

## Atrakcje turystyczne
- Ratusz, wzniesiony w poł. XVIII w. w stylu barokowym, piętrowy, na planie prostokąta, dach mansardowy z wysoką wieżą zakończoną iglicą z herbem Działyńskich (Ogończyk).
- Kościół św. Wojciecha, wzniesiony w 1827 (dawniej ewangelicki), wewnątrz m.in. gotycka ośmioboczna chrzcielnica z piaskowca z II połowy XV wieku (uratowana z nieistniejącego kościoła katolickiego, zawalonego 2/3 maja 1942 r.[25][26]).
- Prowent, zespół zabudowań folwarcznych położony ok. 300 m na południe od zamku. Budynki powstałe w XVIII i XIX w., zgrupowane są przy czworobocznym dziedzińcu. W jednej z oficyn urodziła się Wisława Szymborska i została ochrzczona w dawnym kościele św. Wojciecha w Bninie[27].
- Szlak turystyczny Osowa Góra - Sulęcinek